# تیغ‌پشت حشره‌خوار دروهارد
تیغ‌پشت حشره‌خوار دروهارد(نام علمی: Microgale drouhardi) نام یک گونه از سرده ریزراسویی‌ها است.